# ソルリの話

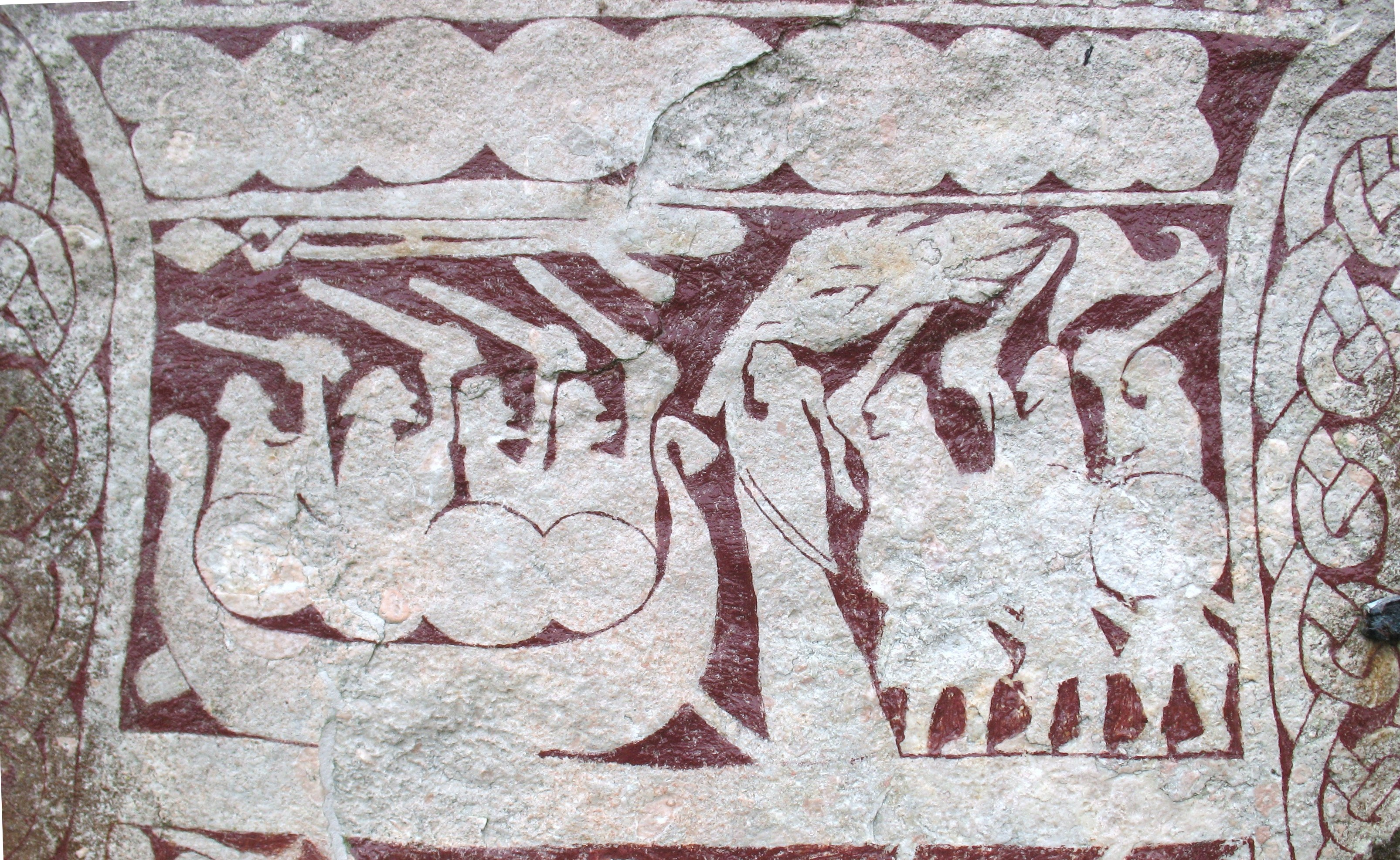
ゴットランド島にある絵画石碑の1つStora Hammars I stoneからの部分画。

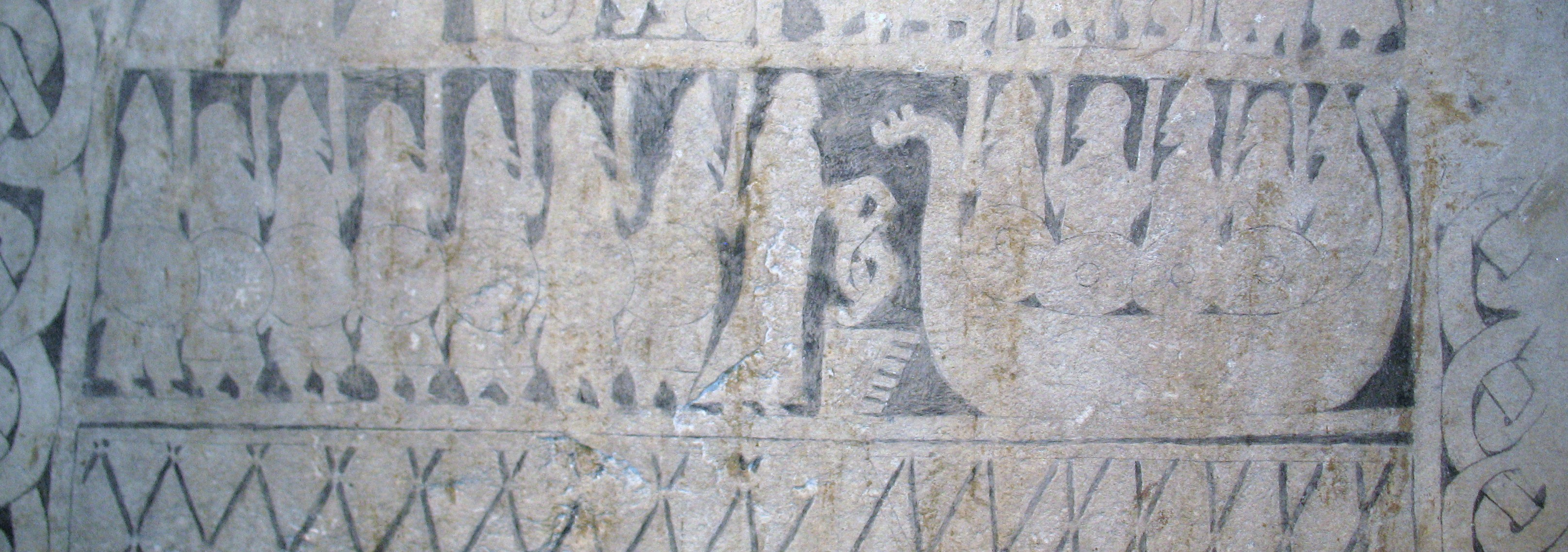
ゴットランド島にある絵画石碑の1つ、Smiss (I) stoneからの部分画。

『ソルリの話』（ソルリのはなし。古ノルド語: Sörla þáttr）は、写本『フラート島本』の中に見いだされる、『オーラーヴ・トリュッグヴァソンのサガ』の、より新しく拡張された版に由来する短い物語である。物語は、14世紀後半に、2人のキリスト教司祭、Jon ThordsonとMagnus Thorhalsonによって書かれ、編纂された。
物語はフロージの死の24年後に始まり、9世紀と10世紀が舞台となる。フレイヤがどのようにしてドワーフ(en)達から首飾りを手に入れたか、どのようにして血なまぐさい戦いに至ったのか、オーラーヴ・トリュッグヴァソンがどのようにしてその地に平和をもたらしたかといったエピソードを含んだ、合成された物語である。
物語は、より初期の物語の要素に対応している。要素とは例えば『ヘイムスクリングラ』（神の英雄化）であり、詩『ロキの口論』（首飾りのためにゲフィオンが若者と関係を持ったとするロキの告発）の一部であり、詩『家の頌歌』（ブリーシンガメンの首飾りをロキが盗む）の一部であり、そして、永遠の戦いとなるヒャズニングの戦い（異文であるより以前の情報源）である。物語の最後は、キリスト教の出現が、ラグナロクまで因襲的に続くことになっていた昔からの呪いを終わらせる。
物語は、表面的な皮肉を超えた「悪知恵」としてのロキの記述や、宮廷の僕としてフレイヤとロキとが特徴づけられていること、そして、大きな位置を占めているフレイヤの性的資質のあからさまな表現、などをはじめとする構成要素のために「古典時代以後」と解説されてきた。19世紀の学者ベンジャミン・ソープは、物語におけるフレイヤの役割を 「かなりぎこちない」として言及した。

## 概要

### フレイヤとドヴェルグ達

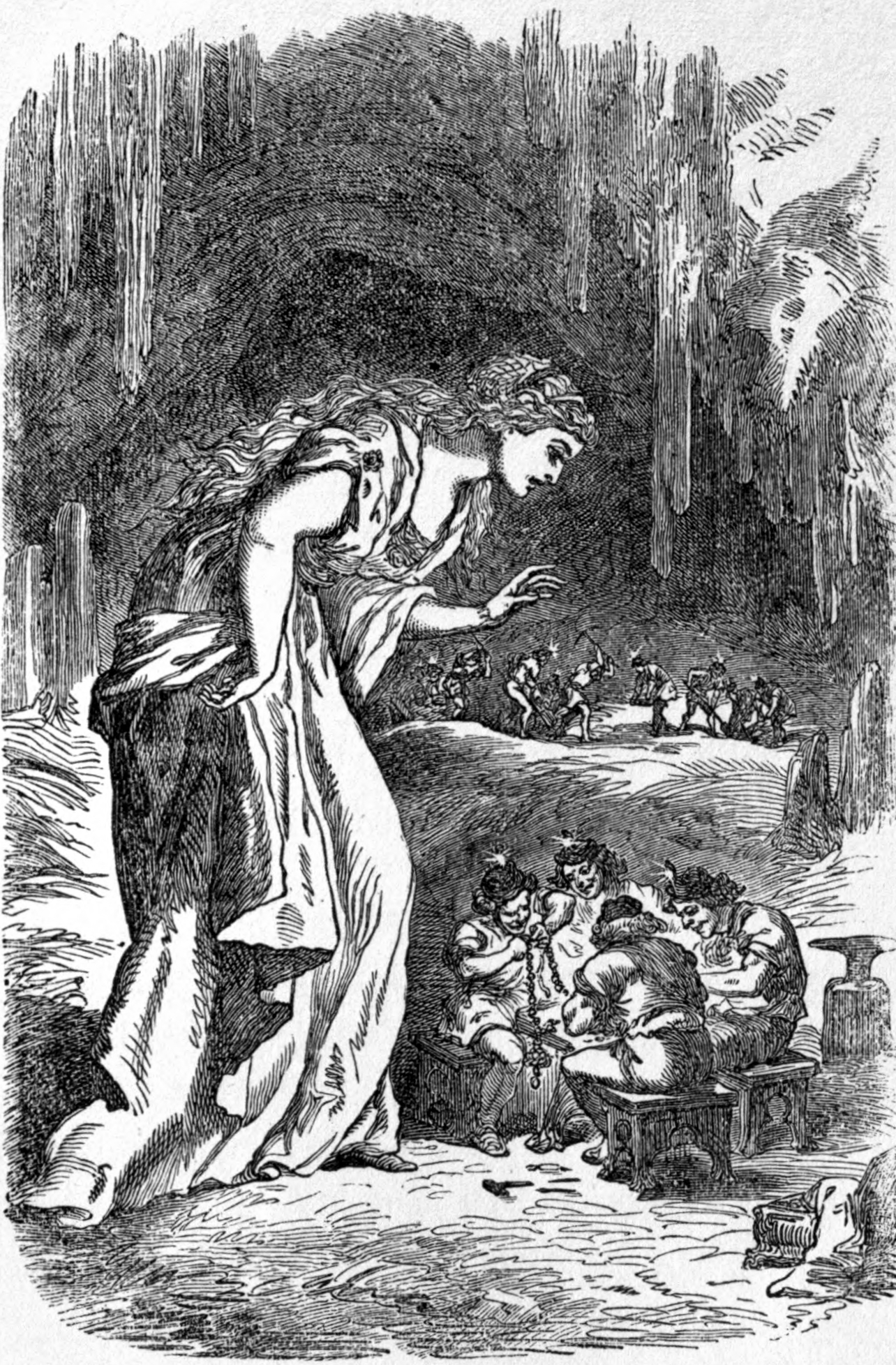
『ドワーフ達の洞窟にいるフレイヤ』、Louis Huardによる挿絵。

物語はアジアで始まる。アシーアランドと呼ばれる土地があり、オージンがそこの国王であったと語られる。そして、フレイヤがニョルズの娘であったことが語られる。彼女はオージンの妾であった。そしてオージンは彼女を非常に愛していた。
それから物語は、アールヴリッグ(Álfrigg)、ドヴァリン (Dwalinn/Dwalin)、ベルリング(Berlingr)、そしてグレール(Grérr)という名の4人の侏儒を紹介する。彼らは侏儒であり、また熟練した職人であったので、大きな石の中に住んでいた。その頃彼らは、彼らがこんにちしている以上に人々と交流していた。
ある日、フレイヤはドヴェルグ達が美しい首飾りを作っているのを見た。そして彼女は、首飾りと引き替えに彼らに金と銀を提供しようとした。しかしドヴェルグ達は、彼女と各々が一晩を過ごすことだけを引き替えに首飾りを彼女に売ると言った。フレイヤはそれに同意し、そして、ドヴェルグ達と一緒に過ごした4夜の後に、美しい首飾りを手にして帰った。

### ロキ
物語はそれからロキを紹介し、彼がファールバウティとその妻ラウフェイの息子であることを明らかにする。ラウフェイがとてもほっそりとしていたので、彼女は「針」と呼ばれていた。ロキは、情報を提供するその才能によって、オージンに非常に高く評価されていた。
ロキがフレイヤの首飾りのことをオージンに告げたとき、オージンは彼に、首飾りを取ってくるか、2度と彼女に戻さないように依頼した。そこでロキはハエに変身し、フレイヤのいるあずまやへの行き方を見つけた。彼女を見つけたとき、彼女が首飾りを着けており、仰向けになって寝ているのを見た。ロキはノミに変身し、彼女を刺した。すると彼女が体の向きを変えたので、首飾りを外せるようになり、そしてロキは首飾りを盗んだ。それから彼はオージンの元に戻り、オージンに首飾りを渡した。
フレイヤが目を覚ましたとき、彼女はオージンが首飾りを手に入れたということを知り、それを取り戻したいと彼に頼んだ。オージンは彼女がどのようにして首飾りを得たかを自分は知っていると言った。そして、彼が彼女に首飾りを返すただ1つの条件として、彼女が、2人の王と彼らに従う20人の王に魔法をかけ、彼らが毎晩互いと戦って死ぬが再び立ち上がるように、それをキリスト教徒である支配者が戦いに参加し、彼ら全員を倒すまで続くようにせよ、と言った。フレイヤはそのようにすると約束して、首飾りを取り戻した。

### エルリング王とソルリ
エルリング(Erlingr)はノルウェーのウップランドの王であり、彼には王妃と息子ソルリ(Sörli)、エルレンド(Erlendr)という2人の息子がいた。ソルリとエルレンドは、彼らの年齢がそれができるぐらいになるとすぐにヴァイキングとなって略奪に出かけた。ある日彼らは、エルヴァルスケル（Elfarsker。現在のヨーテボリの沿岸の島 ）において、スヴェイギルの息子でハーキの孫であるシンドリとの戦いを始めた。戦いはシンドリとエルレンドの死で終わった。その後ソルリは襲撃のためにバルト海に入っていった。

### ソルリのハールヴダン王殺害
デンマークの王はハールヴダン(Halfdan)と呼ばれており、彼はロスキレ（フローイスケルダ(Hróiskelda)）に居住し、大フウェズナ(Hvedna)と結婚していた。彼らの息子はホグニ(Högni)とハーコン(Hakon)と名づけられた。2人は卓越した戦士であった。
デンマークで着いたソルリは素晴らしいロングシップを見た。その船こそ、ハルフダン王が王室の会合に出席するために乗ろうとしていたものだった。ソルリの船首楼大将セーヴァル(Sævar)がホグニとハーコンに関して警告したにもかかわらず、ソルリは王を殺してその素晴らしい船を自分の物にすると決めた。ハルフダンは勇ましく戦ったが殺害された。そしてソルリは竜船と共に出航し去った。
後でソルリは、ホグニが長旅から戻ってオーデンセに停泊したことを知った。それから彼は、ホグニに会って彼にその父の最期について話すべく出航した。彼はホグニとハーコンに和解と賠償金を提示し、家族同様の同胞になりたいと申し出たが、2人の兄弟はそれのどれも受けなかった。ハーコン、セーヴァルとエルリングが死ぬ戦いの後、ついにソルリも倒れた。しかしながら、ホグニはソルリを癒やさせて、兄弟の誓約を交わした関係となることに同意した。
しばらくしてから、ソルリは東の地方で死に、その出来事は詩に残された。ホグニがこのことを知ると、東の地方へ行き、多くの勝利を得て、最終的に、20人の王を封臣として従える、その地の王になった。彼はフィンランド人の土地からパリにまでその名を聞こえさせた。

### ヘジンとホグニ
セルクランドにヒャッランディ(Hjarandi)という名の王がおり、彼にはヘジン(Hedinn)という名の息子がいた。この息子は偉大な水軍王であり、20人の王が彼に敬意を表すまで内海中のすべてを略奪した。ある日彼は、自身をゴンドゥルと呼ぶ、椅子に座った美しい女性に会った。彼女は彼にホグニのことを話し、北方の人々に対し彼の強さを試させるべく、彼に熱心に説いた。ヘジンは300人の男を連れて行き、春にデンマークに着くまで、夏と冬とを航海した。
2人の王が会ったとき、2人は互いの強さを試し合い、兄弟の誓いを交わした関係となった。ヘジンは結婚していなかったので、ホグニは彼のただ一人の子である娘のヒルド(Hildr)をヘジンと婚約させた。ヒルドの母はヘルヴォル(Hervor)といい、『ヘルヴォルとヘイズレク王のサガ』のヘイズレクル・ウールヴハム(Heiðrekr Ulfhamr)の息子ヒョルヴァルズ(Hjörvard)の娘であった。ヘジンは間もなく美しい女性に再び会い、先日以来起こったことについて尋ねられた。彼女はヘジンに魔法のさかずき一杯を飲ませ、彼の船の船首でホグニの妻を押し潰し、ヒルダはさらうようにと彼に言った。ヘジンは言われた通りのことをし、再び美しい女性に出会った。彼女はヘジンに新しい角杯を渡して飲ませ、するとヘジンは寝入った。ヘジンは夢の中で、ゴンドゥルが、オージンの望みに従ってヘジンとホグニと彼らの部下達を呪文の元に置いた、と言うのを聞いた。
ホグニはヘジンを捜し、そしてハーという名の島で彼を見つけた。ヘジンはホグニへすべてを与えると申し出て、セルクランドから出航して去り、2度と戻ってこないと告げた。ホグニはしかし、ヘジンがなした裏切りが償われることなどありえないと断言した。
2つの軍は戦い始め、たとえ彼らが互いの全員の命を奪ったとしても彼らはなお立ち上がって戦って、143年の間、戦いが続いた。そのようにゴンドゥルの呪文は非常に強かったが、それもトリュッグヴィの息子オーラーヴが島に着くまでのことであった。

### 解放
オーラーヴと彼の乗組員達は、島に行ったが戻らなかった彼らの仲間達のことが気掛かりになった。〈光の〉イーヴァルは、先の所有者のヤールンスキョルドの息子のソルステインから受け取った彼の剣を携えて、島に入った。そこで彼は、大柄で血まみれの、悲しげな表情をした男性に会った。イーヴァルに呪いについて話すその男こそヘジンであった。ヘジンは、呪いから解放されるためにはキリスト教徒の軍勢が彼らと戦わなければならないこと、つまり、キリスト教徒によって殺害されたすべての者が死によって呪いから解放されることを話した。しかし、ホグニが恐怖の兜（ægishjálmr）を被っているので、ヘジンはイーヴァルにホグニの顔を見ないように勧めた。イーヴァルはヘジンの代わりにホグニと戦い、背後からホグニを殺した。ホグニはもはや立ち上がることはなかった。イーヴァルはそうしてすべての男達を屠っていき、最後に残されたヘジンを倒した。イーヴァルはヒルドに会いに行ったが、彼女はいなくなっていた。
イーヴァルは朝に王に目通りをし、居合わせた皆にもこの一部始終を話した。王と部下達は彼の後をついて戦いの場所に赴いたが、すべては消えており、何も見つけられなかった。イーヴァルの剣についた血だけが出来事の証拠となった。